# Michael Pierre Price
Pour les articles homonymes, voir Price.
Michael Pierre Price est un artiste techspressionniste amériucain né le 27 novembre 1954 à Hammond, Indiana. Il vit et travaille actuellement[Quand ?] à Phoenix, Arizona. Le travail de Price explore les liens entre la physique, les neurosciences et la spiritualité. Après une carrière réussie dans la conception de jeux, Price a orienté son attention vers les beaux-arts en 2010. Les œuvres de Price ont été exposées dans des galeries et des expositions à travers les États-Unis. Ces œuvres ont été acclamées par la critique pour leur approche novatrice et leur esthétique,.
L'histoire de Price est éclectique à bien des égards, notamment en ce qui concerne son origine ethnique et son parcours professionnel. Les origines amérindiennes et françaises de l'artiste l'ont amené à explorer la spiritualité de ses ancêtres Ojibwés, en étudiant auprès des anciens de la tribu au Canada. Son travail est également influencé par ses connaissances scientifiques, qui comprennent des études de physique à l'université de Purdue et des recherches en astrophysique à l'université de Toledo, ainsi que de sa carrière de trente ans en tant que concepteur de jeux.

## Enfance et éducation
Price et son frère cadet Patrick Lucien Price ont été élevés par leur mère et leur grand-mère, toutes deux ayant vécu l'occupation nazie dans le sud de la France pendant la Seconde Guerre mondiale.
À l'âge de deux ans, les parents de Price ont divorcé et il n'a jamais connu son père. Il décrit son enfance comme magique, mais à l'époque, cela lui semblait ordinaire, à l'exception du fait d'être élevé par deux femmes, ce qui était peu courant à la fin des années 50 et au début des années 60. Une partie de cette magie de l'enfance dont il se souvient avec tendresse était le temps qu'il passait avec son frère à créer leurs propres jeux : fabriquer les plateaux de jeu, concevoir les règles, dessiner les illustrations et enfin jouer à leurs créations. Price a grandi en étant bilingue car sa grand-mère parlait le français plus couramment que l'anglais.
Un voyage de chasse aux fossiles pendant son enfance et son premier télescope, reçu en cadeau à l'âge de 12 ans, ont marqué le début de l'intérêt de Price pour la science. Dans sa jeunesse, la créativité de Price se mêlait à son affinité pour les chiffres, la logique et la théorie.
Price a obtenu un diplôme en physique de l'Université Purdue, qui a servi de tremplin pour son inscription au programme de doctorat à l'Université de Toledo. Il a entrepris un doctorat de trois ans en astrophysique et a co-écrit un article intitulé Nonrelativistic contribution to Mercury's perihelion precession, qui a été publié dans The American Journal of Physics. Cependant, Price a quitté le programme doctoral lorsque son directeur de thèse a quitté l'université, ce qui a entraîné un changement majeur dans sa vie. Price a noté qu'en rétrospective, son intérêt pour la physique était davantage basé sur sa quête de compréhension en tant que théoricien que sur la poursuite d'une carrière universitaire.

## Conception de jeux
En 1980, Price a entamé sa carrière de 30 ans dans la conception de jeux, lorsqu'il est devenu l'un des premiers concepteurs de jeux embauchés par TSR, Inc.. Là-bas, Price a contribué au développement du jeu de rôle Dungeons & Dragons, ainsi qu'à une variété d'autres produits de jeu très réussis.
En 1983, Price a rejoint le marché florissant des jeux vidéo en tant que concepteur principal chez Coleco. Parmi les titres sur lesquels Price a travaillé, on trouve : Spy Hunter (Coleco), Dragon's Lair (Coleco), Super Donkey Kong (Coleco), WarGames (Coleco), et la poupée Cabbage Patch parlante (Coleco).
Les revenus des jeux et des lignes de produits auxquels Price a participé, y compris Fierce Harmony, ont généré plus de 500 millions de dollars de ventes cumulées.
Grâce à l'expérience acquise dans le divertissement immersif en 3D, il est devenu l'un des fondateurs d'une société de développement de jeux vidéo, Indigo Moon Productions, en 1995. En tant que directeur de la création, il a aidé Indigo Moon à concevoir et produire des jeux PC et des démos pour Interplay, AOL, Kesmai, Mattel, Sega, Hasbro et WildTangent. Sous sa direction, il a contribué à la croissance de cette entreprise de plusieurs millions de dollars, qui comptait une douzaine d'employés, en développant les jeux suivants pendant six ans : Shadoan, Dragon Dice, USCF Chess, Track Racer et le jeu en ligne multijoueur Fierce Harmony.

## Carrière artistique
En 2010, il a pris la décision audacieuse de quitter l'industrie du jeu vidéo pour se consacrer à sa nouvelle vocation en tant qu'artiste techspressioniste. En combinant son expertise technique avec sa vision artistique, il a commencé à créer des œuvres d'art uniques et stimulantes qui explorent la relation entre la technologie et l'expression humaine.
À la fin de l'été 2020, au plus fort de la pandémie mondiale, un nouveau mouvement artistique appelé le Techspressionnisme est né de la communauté d'artistes technologiques éponyme. Price a reçu une invitation sur Instagram du membre fondateur Colin Goldberg pour rejoindre ce mouvement et cette communauté naissants. Price était présent lors du Salon n° 8, qui s'est tenu le 5 janvier 2021 et qui a été le premier salon techspressionniste à être enregistré et publié sur YouTube.
Au fur et à mesure que le mouvement prenait de l'ampleur et que la communauté se développait à l'international, la participation de Price en tant qu'artiste techspressionniste et son rôle ont également augmenté. Il est devenu un membre éminent cette communauté, présentant ses œuvres lors de plus de 10 salons d'artistes et en animant plusieurs d'entre eux. Il a été plusieurs fois conférencier invité, notamment lors du salon des artistes sur le thème de l'art et de la physique. Price a été interviewé pour une série d'interviews  et en a lui-même réalisé plusieurs, notamment avec les artistes Roz Dimon, Renata Janiszewska et Tommy Mintz.
Price a exposé ses œuvres lors de Techspressionism 2021, la première exposition en ligne à grande échelle du mouvement, organisée par Colin Goldberg et Patrick Lichty, qui a été incluse dans la Biennale Wrong.
L'œuvre de Price intitulée From The Light And Flow Of No-Mind a été exposée lors de la première exposition internationale Techspressionism: Digital And Beyond au Southampton Arts Center, New-York en 2022. Cette œuvre a été présentée dans plusieurs articles publiés sur l'exposition ainsi que dans le catalogue de l'exposition
En 2023, Price faisait partie d'une équipe de quatre conservateurs techspressionnistes qui ont développé et produit le premier espace artistique en groupe en 3D, appelé Cyberiana. Son propre espace galerie au sein de Cyberiana était dédié à son projet de livre d'art prévu, Call Me Ishmael.

## Publications
- Nonrelativistic contribution to Mercury's perihelion precession[10].
- √-1[25].

## Expositions

### Expositions personnelles
| Année | Exposition                 | Lieu                                        |
| ----- | -------------------------- | ------------------------------------------- |
| 2021  | Call Me Ishmael.           | Five15Arts @Chartreuse, Phoenix, AZ         |
| 2020  | √-1.                       | Five15Arts @Chartreuse, Phoenix, AZ         |
| 2018  | MAPS: Enigmatic Landscape. | Coconino Center For The Arts, Flagstaff, AZ |

### Expositions collectives
| Année | Exposition                                                        | Lieu                                         |
| ----- | ----------------------------------------------------------------- | -------------------------------------------- |
| 2024  | The Wrong Biennale 2023/24, Techspressionism: Cyberiana.          | Online                                       |
| 2023  | The Wrong Biennale 2023/24, Techspressionism: Digital And Beyond. | Online                                       |
| 2023  | The Future Of Printmaking.                                        | Mesa Community College Art Gallery, Mesa, AZ |
| 2023  | Book Marks.                                                       | Cotuit Center For The Arts, Cotuit, MA       |
| 2022  | Digital                                                           | Sand Box Studios, Melbourne, Australia       |
| 2022  | All Art Arizona                                                   | Art Intersection, Gilbert, AZ                |
| 2022  | Techspressionism: Digital And Beyond                              | Southampton Arts Center, Southampton, NY     |
| 2022  | No Strangers                                                      | Art Intersection, Gilbert, AZ                |
| 2022  | Redefining The Creator Economy                                    | Mesa Community College Art Gallery, Mesa, AZ |
| 2021  | Techspressionism 2021                                             | Techspressionism.com, online                 |
| 2021  | Collab #2: A Calling For Utopia                                   | Techspressionism.com, online                 |
| 2021  | All Art Arizona                                                   | Art Intersection, Gilbert, AZ                |
| 2021  | Plus One                                                          | Five15 Arts @ Chartreuse, Phoenix, AZ        |
| 2021  | Spring Fever                                                      | Five15 Arts @ Chartreuse, Phoenix, AZ        |
| 2020  | No Strangers                                                      | Art Intersection, Gilbert, AZ                |
| 2020  | All Art Arizona                                                   | Art Intersection, Gilbert, AZ                |
| 2020  | Hendecagram                                                       | Five15 Arts @ Chartreuse, Phoenix, AZ        |
| 2020  | Chartreuse @ Chartreuse                                           | Five15 Arts @ Chartreuse, Phoenix, AZ        |
| 2019  | No Strangers                                                      | Art Intersection, Gilbert, AZ                |
| 2019  | Power Of Five Invitational                                        | Five15 Arts @ Chartreuse, Phoenix, AZ        |
| 2019  | All Art Arizona                                                   | Art Intersection, Gilbert, AZ                |
| 2019  | AAG Statewide Exhibition                                          | West Valley Art HQ, Surprise, AZ             |
| 2019  | Baker's Dozen                                                     | Five15 Arts @ Chartreuse, Phoenix, AZ        |
| 2018  | free FORM                                                         | Mesa Community College Art Gallery, Mesa, AZ |
| 2018  | All Art Arizona                                                   | Art Intersection, Gilbert, AZ                |